# Gerd Strack
Gerd Strack (Kerpen, 1 september 1955- 21 mei 2020, plaats van overlijden onbekend) was een (West-)Duits voormalig voetballer die speelde als verdediger.

## Carrière
Starck maakte zijn profdebuut voor 1. FC Köln in 1972, hij speelde bijna heel zijn carrière voor de club en speelde kampioen in 1978. De beker won hij driemaal met de club in 1977, 1978 en 1983. Daarna speelde hij nog voor FC Basel en Fortuna Düsseldorf alvorens zijn carrière te stoppen.
Hij speelde tien interlands voor West-Duitsland waarin hij een keer kon scoren. Met de Duitse ploeg nam hij deel aan het EK voetbal 1984.

## Erelijst
- 1. FC Köln
  - Bundesliga: 1978
  - DFB-Pokal: 1977, 1978, 1983

1 Schumacher ·
2 Briegel ·
3 Strack ·
4 K. Förster ·
5 B. Förster ·
6 Rolff ·
7 Brehme ·
8 Allofs ·
9 Völler ·
10 Meier ·
11 Rummenigge  ·
12 Burdenski ·
13 Matthäus ·
14 Falkenmayer ·
15 Stielike ·
16 Bruns ·
17 Littbarski ·
18 Buchwald ·
19 Bommer ·
20 Roleder ·
Coach: Derwall